# Condino
Condino – miejscowość i gmina we Włoszech, w regionie Trydent-Górna Adyga, w prowincji Trydent.
Według danych na rok 2004 gminę zamieszkiwało 1495 osób, 45,3 os./km².
1 stycznia 2016 gmina przestała istnieć.